# Queerfeminism
Queerfeminism är en politisk strömning som kombinerar feminism och queerteori, och har ursprung i radikalfeminismen och gayrörelsen. Som andra feministiska riktningar anser man att gruppen kvinnor är underordnad gruppen män, och att detta förhållande bör ändras. Man utgår från att inte bara könet utan även sexualiteten är en social konstruktion. Begreppet är huvudsakligen en svensk konstruktion, som populariserats genom Tiina Rosenbergs bok Queerfeministisk agenda. 
Queerfeminismen kritiserar heteronormativitet – alltså att heterosexualitet utgör normen för sexualitet, familjebildning och socialt umgänge, att maskulinitet premieras framför femininitet, och att heterosexualitet premieras framför homo- och bisexualitet. Man menar att den obligatoriska heterosexualiteten har en central roll i könsmaktsordningen. Man tror varken på idén om naturgivna genus, eller på idén om naturgivna sexualiteter.
RFSL Ungdom är en svensk organisation som har en queerfeministisk syn på samhällsstrukturerna gällande kön och sexualitet.
Queerfem var en svensk queerfeministisk konstgrupp som uppmärksammade sociala orättvisor som grundar sig i patriarkatet.
Queer Aid (Uppsala) är en aktiv queerfeministisk och queeranarkistisk organisation som uppmärksammar sociala orättvisor som grundar sig i cis-hetero patriarkatet, och fokuserar på ömesidig hjälp för queer- och transpersoner.